# Пленникът от Трикери (пиеса)
Вижте пояснителната страница за други значения на Пленникът от Трикери.
„Пленникът от Трикери“ е спектакъл от 1993 година на Телевизионния театър на Българската телевизия. Създаден е по едноименната драма на Константин Мутафов от 1917 година. Спектакълът е по поръчка на Българската телевизия, вероятно във връзка с годишнината от Междусъюзническата война (1913).
Режисьор е Недялко Делчев. Той е и сценарист на тази телевизионна адаптация на драмата на Мутафов, базирана на исторически събития. Оператор е Димитър Илиев.

## Тема
Темата в драмата на Константин Мутафов за невъзможния живот след преживяното насилие в периода на Балканските войни очевидно не е изчерпана. Продуцентът Киров и режисьорът сценарист Делчев създават допълнителен акцент в постановката си на творбата – въпросът за цяло поколение български деца, принудени да изживеят живота си без бащи.
При семейството си в малко провинциално градче се завръща мъжът, обявен за безследно изчезнал по време на Междусъюзническата война. Оживял след ужасите на войната и на двегодишното пленничество в концлагера на остров Трикери, той е изпълнен с надежди за нов живот. Успехът на творбата на Константин Мутафов през годините вероятно се дължи основния, сложен въпрос, който поставя – „как човек може да продължи напред, когато целият му свят е изчезнал във вихъра на военни или политически катаклизми. Ужасът от войните е олицетворен в „острова-гроб“ Трикери, където всички умират – реално или преносно – защото дори тези, които се завръщат, не могат да продължат живота си. Акцентът е върху идеята, че робството може да бъде надживяно, но преживелите ужаса, че ще останат завинаги „заточени живи в онзи гроб“, умират повторно, защото нямат място в новото време“.

## Актьорски състав
Роли във филма изпълняват актьорите Атанас Атанасов, Жорета Николова, Светлана Янчева и други.